# Alessandro Angelini
Alessandro Angelini (Roma, 7 luglio 1971) è un regista italiano.

## Biografia
Inizia la sua attività come fotoreporter freelance in alcune agenzie di stampa, diventando aiuto regista, professione che intraprende per circa dieci anni, lavorando assieme a Mimmo Calopresti, Francesca Comencini, Nanni Moretti e Sergio Rubini. Esordisce alla regia nel 2000 con il documentario Ragazzi del Ghana presentato al Torino Film Festival dello stesso anno, vincendo la prima edizione del Concorso DOC. Con il suo primo lungometraggio L'aria salata riceve nel 2007 le candidature a miglior regista esordiente al David di Donatello, ai Nastri d'argento, a miglior regista rivelazione al Globo d'oro, e il premio Gobbo d'oro al Miglior Film al Bobbio Film Festival. Nel 2010 riceve la candidatura al Nastro d'argento come migliore soggetto per il film Alza la testa. 

### Vita privata
Dal 2018 è sposato con l’attrice Ana Caterina Morariu.

## Filmografia

### Regista
- Ragazzi del Ghana – documentario (2000)
- El barrilete – documentario (2005)
- L'aria salata (2006)
- Alza la testa (2009)
- Il clan dei camorristi – serie TV (2012)
- Le mani dentro la città – serie TV (2014)
- Tutto può succedere – serie TV,  2 stagioni episodi 2x11 - 2x13 (2015-2017)
- I fantasmi di Portopalo – miniserie TV (2017)
- Gli orologi del diavolo – miniserie TV (2020)
- Vincenzo Malinconico, avvocato d'insuccesso – serie TV (2022)
- La fortuna di Laura – film TV (2022)
- Califano – film TV (2024)
- Questione di stoffa – film TV (2024)

### Aiuto regista
- Preferisco il rumore del mare, regia di Mimmo Calopresti (2000)
- Le parole di mio padre, regia di Francesca Comencini (2001)
- La felicità non costa niente, regia di Mimmo Calopresti (2002)
- L'amore ritorna, regia di Sergio Rubini (2004)
- Dentro la città, regia di Andrea Costantini (2004)

## Riconoscimenti
- David di Donatello
  - 2007[3] – Candidatura a miglior regista esordiente per L'aria salata

- Nastro d'argento
  - 2007[4] – Candidatura a miglior regista esordiente per L'aria salata
  - 2010[7] – Candidatura a Nastro d'argento al migliore soggetto per Alza la testa

- Globo d'oro
  - 2007[5] – Premio regista rivelazione per L'aria salata

- Gobbo d'oro
  - 2007[6] – Gobbo d'oro al Miglior Film per L'aria salata

- Premio Sergio Amidei
  - 2007[8] – Premio miglior opera prima per L'aria salata

- Brooklyn International Film Festival
  - 2007[9] – Spirit Award for best feature film per L'aria salata

- Festa del Cinema di Roma
  - 2009[10] – Candidatura a miglior film per Alza la testa

- Festival du Cinéma Méditerranéen de Tétouan
  - 2010[11] – Premio al miglior film per Alza la testa